# Сімоне Черкато
Сімоне Черкато (італ. Simone Cercato; нар. 25 лютого 1975) — італійський плавець.
Призер Олімпійських Ігор 2004 року, учасник 2000 року.
Чемпіон Європи з водних видів спорту 2000 року, призер 2002 року.